# 퍼펙트 스코어
《퍼펙트 스코어》(영어: The Perfect Score)는 미국과 독일에서 제작된 브라이언 로빈스 감독의 2004년 청춘 코미디 하이스트 영화이다. 크리스 에번스, 에리카 크리스턴슨, 브라이언 그린버그, 스칼릿 조핸슨, 데리어스 마일스, 리어나도 남 등이 출연하였고, 로저 번바움 등이 제작에 참여하였다.

## 출연
- 크리스 에번스
- 에리카 크리스턴슨
- 브라이언 그린버그
- 스칼릿 조핸슨
- 데리어스 마일스
- 리어나도 남
- 매슈 릴러드
- 버네사 에인절
- 로레나 게일
- 타이라 페럴

## 기타 제작진
- 배역: 어맨다 매키 존슨, 캐시 샌드리치
- 미술: 제임스 힝클
- 의상: 멀리사 토스